# 아타완다론 연맹
아타완다론(Attawandaron) 또는 중립 연맹(영어: Neutral Confederacy), 중립 이로쿼이(Neutral Iroquois)는 이로쿼이 제족들의 부족연맹 가운데 하나였다. 오늘날의 캐나다 온타리오주 그랜드강 범람원, 즉 휴런호와 온타리오호와 이리호 사이 대략 가운데 땅이 중심지였다. 전성기에는 영토가 이리호와 휴런호 호안에 닿았고, 동쪽으로는 나이아가라강까지 닿았다. 동북쪽으로 웬다케의 웬다트 연맹과 이웃하였고 동남쪽으로는 온타리오호 너머로 이로쿼이 오족연맹과 이웃하였다.
1600년대에 예수회 선교사들이 이 일대를 탐험했을 때, 서로 전쟁하는 원수지간인 웬다트와 이로쿼이 중 어느 쪽 편을 들지 않고 있었기 때문에 “중립 연맹”이라고 불렸다. 하지만 그 때만 전쟁을 하지 않고 있었던 것일 뿐, 중립 연맹 역시 주변의 다른 부족들과 서로 습격하고 약탈하는 관계였다. 특히 세인트로렌스강 유역의 알곤킨 제족, 오늘날의 미시간주의 마스코우텐족과 분쟁 관계였다. 1616년 당시 중립 연맹에 가맹한 부족들은 40개 마을에 장정이 4,000 명이었다. 하지만 전염병에 큰 타격을 입어 1641년이 되면 40개 마을의 인구 전체를 합쳐 12,000 명만 남았다고 한다.
중립 연맹은 대체로 농경사회였으며, 유럽인 탐험가들은 중립 연맹의 농경 수준에 감탄하는 보고서를 남겼다. 또한 수렵에도 적극적으로 나서서 다른 민족들과 모피 교역을 했다.:95,99
연맹에 가맹한 부족 중 가장 큰 부족은 촌논톤(Chonnonton→사슴을 키우는 사람들)이었다. 또한 보다 남쪽, 오늘날의 나이아가라 반도에 옹구이아흐라(Onguiaahra→큰 물 근처)라는 부족이 있었는데 “나이아가라”라는 이름의 어원이 여기서 비롯되었다는 설이 있다. 촌논톤 부족의 영토에는 무기와 도구의 재료가 되는 부싯돌이 많이 나서, 서로 전쟁하는 웬다트와 이로쿼이 양쪽에 부싯돌을 팔아먹었다.
중립 연맹은 시대의 흐름을 이겨내지 못하고 소멸해서 오늘날 그들의 후계 부족은 남아 있지 않다. 1650년대 비버 전쟁을 거치면서 중립 연맹은 “전쟁과 질병과 기근” 때문에 와해되었다. 부족민들은 다른 이로쿼이 제족들에 흡수되었다. 늦어도 1672년 이후로 프랑스 탐험가들의 기록에 중립 연맹은 더이상 하나의 연맹 또는 부족으로서 다루어지지 않는다.